# 普什帕·卡迈勒·达哈尔
普什帕·卡迈勒·达哈尔（羅馬化：Pushpa Kamal Dahal；1954年12月11日—），常用化名普拉昌达（प्रचण्ड，Prachanda，意为“凶猛”或“威风凛凛”），是尼泊尔的共产主义政治家、革命家，曾三度就任尼泊爾總理、尼泊尔共产党（毛主义中心） 主席。他曾出任尼泊尔联邦民主共和国成立后经大选产生的首任总理，2017年底擊敗尼泊爾大會黨領袖謝爾·巴哈杜爾·德烏帕而第二次出任总理，2022年大选后获议会多数支持而第三次出任总理。
他的政治思想被称为“普拉昌达道路”。

## 早年生活
普拉昌达出生在尼泊尔博卡拉附近一处山村的中农家庭，家族属于巴洪種姓。上中学时开始接受共产主义，并成为共产党员。他从兰普尔的农业与动物科学研究所毕业后，在一所中学任教两年多。1990年代以前，他一直从事地下工作，带领游击队发动5000次小规模袭击，并曾秘密躲到印度指挥游击。普拉昌达笃信毛泽东思想，称其成功“全仰赖于毛泽东思想的指导”。
1974年9月，以莫罕·辛格與尼爾馬·拉玛为首的原尼共党内“亲华派”中的激进分子在印度召开了一次“尼泊尔共产党第四次大会”，辛格当选为总书记。这次“四大”以尼共正统自居，确立以毛泽东思想为指导，以人民战争为革命道路，这标志着尼泊尔“毛派”的正式诞生，这次大会所成立的党，被称为“尼泊尔共产党（第四次大会）”。
1983年，以辛格为首的多数“左派”分裂出去，成立“尼泊尔共产党（火炬）”；尼共（四大）余部则由拉玛继续领导并沿用原名。
1985年，尼共（火炬）中多数人由于不满辛格的领导作风，又分裂出去成立了新的“尼泊尔共产党（火炬）”，基兰（莫漢·拜迪亞）担任总书记，1986年后由普拉昌达担任总书记。 
1990年4月，比兰德拉国王迫于民意，宣布废除馬亨德拉國王無黨派评议会制度，实行多党制基础上的君主立宪制。正是此举开启了尼泊尔的政治转型，也开启了意想不到的动荡岁月。
1990 年“人民运动”胜利后，尼共（火炬） (1984年)、尼共（四大）以及另外两个名不见经传的“毛派”小党合并组成“尼泊尔共产党（团结中心）”，由普拉昌达担任总书记。该党以“马克思主义、列宁主义、毛主义”为指导思想，并走“持久人民战争”道路，建立新民主或人民民主政权。由于该党为准备战争而处于地下状态，则另外组织了一个公开的“联合人民阵线”从事合法斗争，由普拉昌达的副手巴塔拉伊博士担任主席，该阵线在1991年的大选中获得了9个议席（共有205席）。
1994年，在是否马上发动“人民战争”等问题上产生分歧，尼共（团结中心）一分为二成两个同名党：以拉玛为首的“机会主义”一派认为，武装斗争时机尚不成熟，继续从事合法活动；而以普拉昌达为首的“教条主义”一派，主张马上发动“人民战争”，并开始积极准备。后来，拉玛领导的尼泊尔共产党（团结中心）与莫汉·比克拉姆·辛格领导的尼泊尔共产党（火炬） (1983年)合并为尼泊尔共产党（团结中心－火炬），但已几无影响。 
1995年3月，普拉昌达领导的尼共（团结中心）召开“第三次中央全会”，将党名改为“尼泊尔共产党（毛主义）”。大会最终决定发动“人民战争”，并制订出初步的战略战术。党再次明确了其革命道路：“通过夺取地方政权建立根据地的战略，粉碎封建的、官僚买办资产阶级的国家机器，最后建立中央一级的新民主主义政权。因此，必须走持久人民战争的路线，并采取农村包围城市的战略。”
1996年2月4日，巴塔拉伊以联合人民阵线主席名义，向德乌帕首相递交了一份《四十点要求》的最后通牒。这其实是尼共（毛）发动“人民战争”前夕的公开宣言，系统表达了尼共（毛）关于民族、民主、民生等三个方面的政治主张。1996年2月13日，一份历史性传单《尼共（毛主义）告人民书》在全国各地散发，号召人民“ 为粉碎反动政权、建立新民主主义政权，沿着人民战争道路前进！”这一天，尼共（毛）宣布其“人民战争”正式开始。

## 十年战乱
1996年2月13日，尼共 (毛主义)离开城市脱离政治主流，进入偏远乡村发动武装斗争，建立自己的政权和根据地，并组织了军队。从此尼泊尔进入内战时代。政府方面于2001年和2003年两次与之和谈。但因为分歧严重，和谈破裂。政府随即宣布尼共（毛主义）为恐怖组织。2004年底开始，尼共（毛主义）对加德满都发动武装进攻。
2005年11月，尼共（毛主义）与七党联盟联开始携起手来，共同对付国王。2006年七党联盟成立新政府后，双方多次和谈。8月，双方分别致信联合国秘书长科菲·安南，一致要求协助管理双方武器和军队。2006年11月21日，在联合国斡旋下，七党联盟政府与尼共（毛主义）签署和平协议，结束内战。
2007年1月15日，议会颁布临时宪法，组建包含尼共（毛主义）的临时议会。4月，该党进入大会党领导人柯伊拉腊为首相的临时联合政府，尼共（毛主义）正式回归政治主流。

## 联合政府

### 当选总理
尼泊尔制宪会议第一大党尼泊尔共产党（毛主义）主席普拉昌达和来自第二大党尼泊尔大会党的德乌帕14日登记参加尼泊尔联邦民主共和国首任总理选举。
由于已获得第三大党尼泊尔共产党（联合马列）、第四大党马迪西人民权利论坛以及多数较小政党的支持，普拉昌达在2008年8月15日的投票中赢得了多数支持，被选举为尼泊尔联邦民主共和国首任总理。尼共（毛）中央委员会会议2008年8月1日正式决定，该党将领导组建新政府。2008年8月18日，在尼泊尔首都加德满都的总统府，普拉昌达宣誓就任尼泊尔联邦民主共和国首任总理。
2008年8月24日，普拉昌达访问中国。中国国家主席胡锦涛在钓鱼台国宾馆会见了前来出席北京奥运会闭幕式的尼泊尔总理普拉昌达。此次访华是普拉昌达就任尼泊尔首任总理后第一次出国访问，其打破了尼泊尔领导人上任后必先访问印度的传统。

### 辞去职务
2009年5月4日，在尼泊尔首都加德满都，尼泊尔共产党（毛主义）主席普拉昌达通过电视发表讲话，宣布辞去总理职务。基于现政府在本任期内难以继续取得人民希望的成就，因此宣布辞去总理职务。 该事件的普遍导火索被认为是尼军参谋长卡特瓦尔的去留问题。普拉昌达所在的执政联盟第一大党尼联共（毛主义）力主将卡特瓦尔解职，但总统和执政联盟第二大党持相反意见。尼泊尔大会党和尼泊尔共产党（联合马列）威胁辞职，称普拉昌达如不收回免去参谋长卡特瓦尔职务的成命，两党成员就要全体辞职并退出他的内阁，2009年5月4日，普拉昌达宣布辞去总理职务，尼共（毛）所有阁员全部辞职。

### 再次胜选、政策转向温和与党内分裂
尼泊尔立宪会议于2009年5月23日召开会议，以简单多数选举尼泊尔共产党（联合马列）高级领导人马达夫·库马尔·内帕尔为新一届政府总理。尼共（毛）认为尼泊尔新阶段最为关键的问题是制定新宪法，内帕尔总理却宣布推迟新宪法的制定，尼共（毛）此时已经向联合国观察团上缴武器，无法再进行游击战，便宣布进行非暴力的和平示威游行。12月，内帕尔宣布辞去总理职务，尼共（毛）放弃之前一直坚持的立即制定新宪法的要求，宣称同意并不再试图阻止尼泊尔立宪会议再次延期一年，停止了示威游行。
在1996年开始武装斗争后，尼共（毛主义）宣传他们要打破种姓差别，男女平等，推翻尼泊尔现行的君主制，建立共和制。他们反对“尼泊尔封建专制、印度扩张主义、美国帝国主义、俄罗斯霸权主义、中国修正主义及一切形式的反动主义”。2010年4月，普拉昌达宣布放弃这一同时反对印度、美国、俄罗斯和中国的不切实际、脱离国情和社会发展阶段的口号，并表示愿意放弃尼共（毛）尾缀中的毛泽东主义字眼，同时希望尼泊尔共产党（联合马列）等尼泊尔其他各共产党都放弃尾缀文字，统一成一个尼泊尔共产党。
2011年8月30日，尼共（毛）在选举中再次获胜，普拉昌达的党内副手巴塔拉伊博士出任新一届政府总理。
2011年11月11日，尼共（毛）跟尼泊尔大会党和尼泊尔共产党（联合马列）签订七点协议，宣称要对在他们之前进行了十几年的游击战及之后的土地改革期间被没收的包括地主的土地在内的所有私有财产业主，进行财产的归还和赔偿，并决定在2011年11月23日之前彻底完成剩余的尼泊尔人民解放军官兵的整编工作：最多不超过6500名尼泊尔人民解放军官兵将被打散编入尼泊尔政府军，从事后勤保证、治安执勤等等“非战斗性”任务，其余人员可选择自愿退伍，或接受相关的职业培训，被重新安置。随后，以普拉昌达恩师、联合尼共（毛）中央副主席基兰为首的强硬派另立山头，组建新党，现名尼泊尔共产党（革命毛主义）。

## 外部連結
- 《走出丛林的尼泊尔游击队领袖》（页面存档备份，存于）
- 《尼泊爾政壇毛派領袖普拉昌達》（页面存档备份，存于）
- 普什帕·卡迈勒·达哈尔的X（前Twitter）
- 普什帕·卡迈勒·达哈尔的Facebook專頁